# 糸部
糸部（）は、漢字を部首により分類したグループの一つ。
康熙字典214部首では120番目に置かれる（6画の3番目、未集の3番目）。

## 概要
「糸」字は細い絹糸を意味する。古字は2つの丸い束が連なった形であり、よりまとめられた糸の形に象る。
「糸」の字音はベキであり、常用漢字の「糸」は「絲」（音はシ、絹糸の意）の略字である。
『説文解字』に「糸は細い絲」とある。長さ・重さの単位として蚕が一回に吐くのを忽といい、十忽が絲であるので、「糸」は「絲」の半分とすると、5忽の細さということになる。

ちなみに10絲が1毫、10毫が1厘である。
偏旁の意符としては糸や縄、絹織物、麻織物、衣服は元より、刺繍や染物で用いる色（例：紅、緑、紺、紫）に関する事項を示す。主として左の偏あるいは下の脚の位置に置かれる。楷書では偏の位置に来るとき「小」形を3点に変形させることが多い（下記参照）。
異体字も数多く存在し、部分を変えた異体字（纏と纒）、同音の文字に変えた字体（綫と線（日本では「線」を正字とする）、繍と綉など）、一部分を省略した字（緜と綿（日本では「綿」を正字とする）など）、表外字や常用漢字の新字体とは別の拡張新字体（纖と纎、纃と緕（ちなみにこの字種は和製漢字である）など）、他の部首の異体字（襤（衣部）と繿）などが存在する。

## 3点と小
| 康熙字典 日本 韓国 | 中国 (繁体字) 台湾 香港 | 中国 (簡体字) |
| ------------------ | ----------------------- | ------------- |
| 紀                 | 紀                      | 纪            |
| 細                 | 細                      | 细            |

楷書では「糸」が偏の位置に来るときには「小」を3点にすることが多い。しかしながら、日本では当用漢字字体表において糸偏の下を「小」にする字体で提示され、3点は注意書きで「筆写（かい書）の標準とする際には、点画の長短・方向・曲直・つけるかはなすか・とめるかはね又ははらうか等について、必ずしも拘束しない」ものの方向の例としてのみ挙げられたので、教科書体も「小」を採用しており、現在、若年層では3点で書く人は少ないように思われる。
印刷書体（明朝体）では康熙字典体が「小」形を採用した。日本では上記のように当用漢字字体表および常用漢字表において「小」形を採用し、表内・表外を問わず康熙字典体に従っている。一方、中国の新字形、台湾の国字標準字体、香港の常用字字形表はこれを3点に戻している（ただし、コンピュータ上でWindowsが装備するフォント細明體・新細明體 (PMingLiU・MingLiU) は5.03版以降でないとこれに対応しておらず、それ以前の版では「小」形で表されている）。
中国の簡体字では「纟」のように3点を1つの横画に簡略化している。

## 部首の通称
- 日本：いと・いとへん
- 中国：絞絲旁・絞絲底
- 韓国：실사부（sil sa bu、いとの絲部、「絲」の音訓から）
- 英米：Radical silk

## 部首字
糸
- 中古音
  - 広韻 - 莫狄切、錫韻、入声
  - 詩韻 - 錫韻、入声
  - 三十六字母 - 明母
- 現代音
  - 普通話 - 拼音: mì 注音: ㄇㄧˋ ウェード式：mi4
  - 広東語 - 粤拼: mik6 イェール式:mik6
- 日本語 - 音：ベキ（漢音）・ミャク（呉音）
- 朝鮮語 - 音：멱(myeok) 訓：가는 실（ganeun sil、細いいと）

甲骨文
金文
小篆繋11：簡易慣用）

## 例字
| 画数 | 例字                                                                                             |
| ---- | ------------------------------------------------------------------------------------------------ |
| 0    | 糸                                                                                               |
| 1    | 系                                                                                               |
| 2    | 紆・糾（糾3）                                                                                    |
| 3    | 紀・紅・紂・約                                                                                   |
| 4    | 級（級3）・紘・紗・索・紙・純・素・紐・納・紊・紛・紡・紋                                        |
| 5    | 絃・紺・細・終・紹・紳・組・統（統6）絆・累                                                      |
| 6    | 給・結・絢・絞・紫・絨・絮・絲（糸0）・絶・絡                                                    |
| 7    | 經（経5）・絹・綏                                                                                |
| 8    | 維・綺・綱・綽・綬・綜・綻・綢・綴・緋・絣（絣6）・綿・網・綾・綠（緑）・綸                      |
| 9    | 緯（緯10）・緣（縁）・緩（緩）・緘・緊・緝・緖（緒8）・線・緞・緻・締・編・緬・練（練8）・緺・緟 |
| 10   | 縊・縞・縣（県→目部6）・縟・縉・縋・縢・縛（縛）                                                 |
| 11   | 縮・縱（縦10）・績・總（総8）・繁（繁10）・縻・繆・縷・縺・縫（縫10）                            |
| 12   | 繞・織・繕・繙・繚                                                                               |
| 13   | 繹・繰・繪（絵6）・繫（繋11:簡易慣用）・繭（繭12)・繡（繍11：簡易慣用）・繩（縄）                |
| 14   | 繼（継7）・纂・繻・辮                                                                            |
| 15   | 纈・纐・纏・續（続7）                                                                            |
| 17   | 纓・纔・纖（繊11）                                                                               |
| 21   | 纜                                                                                               |

## その他
- 「イトヘン」は証券業界用語で繊維業界やその株のことを指す[1]。